# Интерконтиненталь Варшава
Интерконтиненталь Варшава (пол. InterContinental Warszawa) — небоскрёб в Варшаве, Польша. В здании расположен отель InterContinental. Высота 45-этажного небоскреба составляет 154 метра, вместе с антенной — 164 метров. Здание спроектировано группой архитекторов под руководством Тадеуша Спихала. 23 апреля 2004 года состоялось торжественное открытие здания.
В здании расположено 414 номеров, 12 залов для заседаний, бальный зал, сауна, фитнес-клуб, SPA, солярий, 2 бара и 2 ресторана. На 43 и на 44 этажах расположен бассейн. Под землей расположена парковка на 175 автомобилей.
Жители окрестных домов протестовали против строительства, потому что здание закрывало бы солнечный свет. Однако в конечном итоге была достигнута договоренность с жителями, и проект был изменен: между пятым и двадцатым этажами был спроектирован отступ, через который на жилой дом должно было проникать достаточное количество света. Но когда небоскреб был достроен, оказалось, что солнечный свет на ближайшую 9-ти этажку попадает лишь ранним утром. Этот факт сильно опечалил местных жителей после того, как небоскреб был построен. Они обращались в СМИ, поднимали эту проблему, но было уже поздно. Небоскреб построен.